# Липско (Люблинское воеводство)
Липско (пол. Lipsko) — деревня в Замойском повете Люблинского воеводства Польши. Входит в состав гмины Замость. Находится примерно в 7 км к югу от центра города Замосць. По данным переписи 2011 года, в деревне проживало 850 человек.
В 1975—1998 годах деревня входила в состав Замойского воеводства.

## Население
Демографическая структура по состоянию на 31 марта 2011 года:
|         | Всего | До трудоспособного возраста | Трудоспособного возраста | Старше трудоспособного возраста |
| ------- | ----- | --------------------------- | ------------------------ | ------------------------------- |
| Мужчины | 426   | 83                          | 303                      | 40                              |
| Женщины | 424   | 81                          | 245                      | 98                              |
| Всего   | 850   | 164                         | 548                      | 138                             |